# ستيفانو غالفاني
ستيفانو غالفاني (بالإيطالية: Stefano Galvani)‏ هو لاعب كرة مضرب من إيطاليا.

## وصلات خارجية
- ستيفانو غالفاني على موقع رابطة محترفي التنس (الإنجليزية)
- ستيفانو غالفاني على موقع الاتحاد الدولي لكرة المضرب (الإنجليزية)
- ستيفانو غالفاني على موقع كأس ديفيز (الإنجليزية)
- ستيفانو غالفاني على موقع خلاصة التنس.كوم (الإنجليزية)
- ستيفانو غالفاني على موقع إي إس بي إن.كوم (الإنجليزية)